# Narciso Mallol
Narciso Mallol fue un abogado y político originario de la ciudad de Valencia, España. Último Alcalde Mayor de la Villa de San Miguel de Heredía de Tegucigalpa, Honduras.

## Alcalde mayor de Totonicapán
Narciso Mallol fue Alcalde Mayor de Totonicapán, en el Reino de Guatemala. De sus luchas antiélite se recuerda, en 1813, su alianza con el caudillo indígena Atanasio Tzul en el levantamiento contra las autoridades españolas, siendo el Jefe Político el Capitán don José de Bustamante y Guerra, y clericales teniéndose a Ramón Casaus y Torres como obispo de la Arquidiócesis de Guatemala. De allí Mallol se trasladó a Quetzaltenango.

## Alcalde mayor de Tegucigalpa

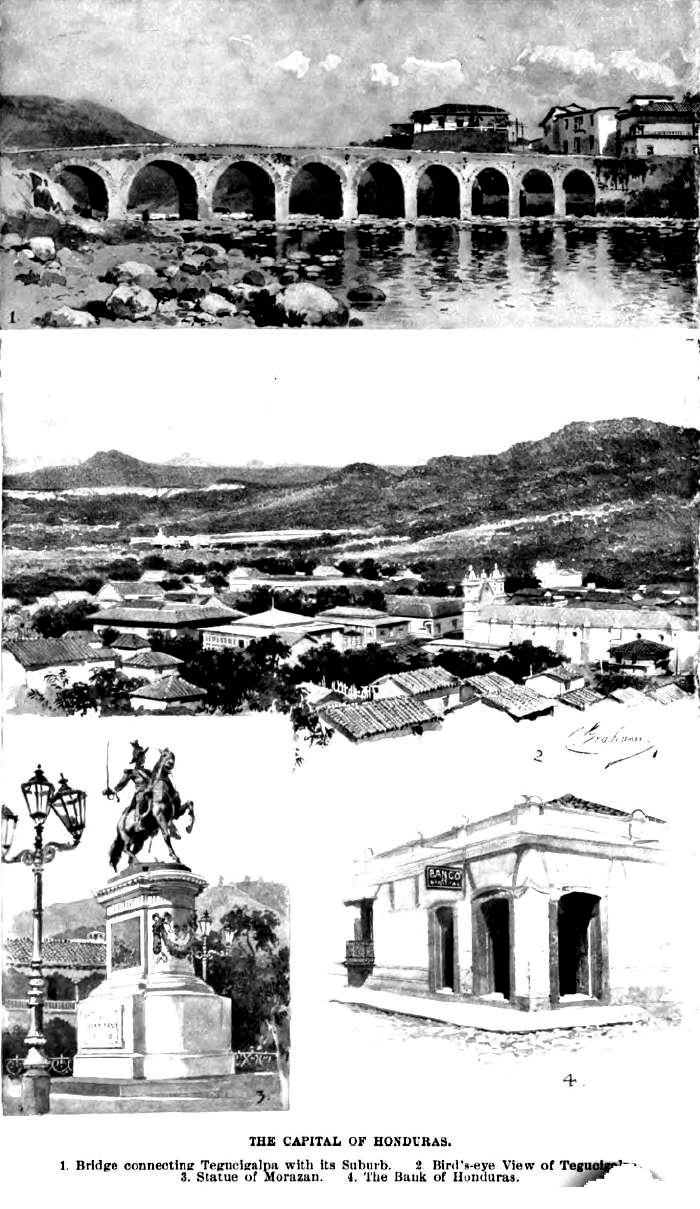
Imágenes de Tegucigalpa en el siglo XIX

Narciso Mallol, tomó posesión del cargo de Alcalde Mayor de la Villa de San Miguel de Heredia de Tegucigalpa, el 6 de diciembre de 1817 (último alcalde español de la villa de Tegucigalpa). Fue nombrado mediante el Real Título, fechado el 25 de abril de 1817, en sucesión del señor Simón Gutiérrez que fungía interinamente el puesto público. Mallol no era simpatizante de la política e intereses de los criollos, sino que era un ferviente partidario de la república española; consecuentemente de la Constitución española de 1812.
El 7 de agosto de 1820, Mallol tendría como secretario del ayuntamiento Mayor de Tegucigalpa, al licenciado Dionisio de Herrera y un año más tarde contaría con los servicios del joven Francisco Morazán, quien fungiera como secretario del ayuntamiento y luego de defensor de oficio en procesos civiles y criminales.

### Escándalo Midence
Ocurrido en 1818, cuando el señor José Manuel Midence, que fungía como tesorero de la Alcaldía mayor se dio a la fuga con la cantidad de 26.659 pesos plata, dejando en la ruina a la edilicia. El Licenciado Mallol tuvo que reorganizar a la alcaldía sustituyendo funcionarios y empleados, asimismo efectuar medidas de urgencia para recuperar los fondos. La recaudación fiscal que promovió no fue del todo satisfactoria a la vista de los pudientes. De entre sus medidas decretadas estaban las multas a faltas comunes, en tal sentido se recuperó la cantidad hurtada y mucho más.

## Proyectos
- Recaudar fondos para el sostenimiento de la Alcaldía.
- Rehabilitación de la “calle Real” de Comayagüela y bordearla con árboles de sombra. (Esta calle actualmente es la segunda avenida).
- Remodelación de la fachada e interior de la “Casa de Rescates”, después llamada “Casa de Moneda” y que en otros años posteriores la ocuparía la Tipografía Nacional de Honduras.
- Mejorar el edificio del ayuntamiento o Plaza de armas. (No concluido)
- Viaducto entre Comayagüela y la Villa de Tegucigalpa, conocida como “Puente Mallol”.

### Puente Mallol
El Río Grande o Choluteca, recorre la Villa de Tegucigalpa y la separa de Comayagüela, sus aguas son de afluencia imprevista y los pobladores tenían problemas cuando lo cruzaban, al unirse el agua de éste con las de los otros dos ríos Oro y Chiquito. De alguna manera había que solucionarse. Ya en 1816 el alcalde mayor don Simón Gutiérrez se había proyectado construir un puente sobre esta agua. Empero, un fuerte cambio climático produjo un temporal en 1817, que se llevó los materiales y desbarató por completo el plan, atrasándolo y causando perdidas económicas. Así que, Narciso Mallol, se propuso construir un puente.     
En 1818 a iniciativa del Alcalde Narciso Mallol se proyecta la construcción de un puente sobre el Río Choluteca, para unir Tegucigalpa y Comayagüela. La construcción concluyó cuatro años después (1821), año en que los estados centroamericanos se declararan independientes de España y mismo en el que fallecería el licenciado Mallol (6 de marzo de 1821), razón por lo que se bautizó como “Puente Mallol”.
La idea del puente era tanto escabrosa, debido a las impredecibles aguas pluviales de los ríos, como costosa. El primer paso fue realizar un estudio sobre los vados y orillas del río para evitar zonas profundas. Mallol encargó el diseño al arquitecto José María Rojas, pero un tiempo después, al examinar detenidamente los bosquejos de los planos, no fueron de su parecer. Mallol, mandó a llamar al arquitecto Juan Bautista Jáuregui, a quien había conocido en Guatemala antes de haber sido nombrado Alcalde de la Villa de Tegucigalpa, éste realizó su viaje a Honduras y no tardó en ponerse a la orden de su amigo. Inmediatamente realizó los nuevos planos para el puente, los cuales aceptó el alcalde y se realizó la contratación de un maestro constructor, que recayó en el señor Miguel Rafael Valladares. Primeramente se realizaron las bases, luego los arcos (diez en su totalidad) que unen a las pilastras y estas sostienen la plataforma; se reforzó con un encofrado resistente y un metro y medio de alto de protección en los muros. El proyecto se estaba volviendo una realidad, al son de los trabajos de albañiles y carpinteros y de un buen tiempo que les acompañase.
En 1830, una crecida en las aguas del río Choluteca dañó la parte de los arcos, que de Tegucigalpa, conduce a Comayagüela.
En 1906, otra crecida en el mes de octubre causó daños menores en su estructura, los que se repararon a continuación. En 1908 se procedió a reforzar la parte del cauce para que las crecidas no se llevasen las uniones entre el hormigón y la calzada.
Su máximo oponente fue el Huracán Mitch, en octubre y noviembre de 1998, el que con su tremenda fuerza no doblegó al Puente Mallol, pero sí lo hizo con los otros puentes de la ciudad. Empero, el puente aun continúa uniendo a las ciudades hermanas Comayagüela y a la capital, Tegucigalpa.

### Descripción de la obra
El explorador William Wells, en su libro “Explorations and Adventures in Honduras” publicado en 1857, expone así al puente Mallol: "...es de diez arcos, tiene la vía ocho varas de ancho por cien de largo. Está construido de piedra arenisca que se trabaja fácilmente, pero que resiste la acción del tiempo. La balaustrada o antepecho, que mide cuatro pies de altura es en su parte superior de piedra cincelada. La construcción es sólida y de arquitectura puramente española. Tiene cuarenta pies sobre el río y es suficientemente fuerte para el peso de cualquier tren."